# Cronologia da pandemia de COVID-19 na Colômbia
Este artigo documenta a cronologia da pandemia de COVID-19 na Colômbia.

## Cronologia

### Março de 2020
- 6 de março: O Ministério da Saúde da Colômbia registra o primeiro caso do novo coronavírus no país. A paciente é uma mulher de 19 anos, que viajou para a cidade italiana de Milão.[1][2]
- 14 de março: A Colômbia fecha suas fronteiras com a Venezuela por causa do novo coronavírus.[3]
- 19 de março: A Colômbia suspende a entrada de todos os viajantes internacionais em uma tentativa de controlar a disseminação do novo coronavírus.[4]
- 21 de março: O governo da Colômbia confirma a primeira morte causada pelo novo coronavírus. O paciente é um homem de 58 anos que morreu na cidade de Cartagena.[5]
- 21 de março: O presidente da Colômbia, Iván Duque, nomeia o ex-ministro Luis Guillermo Plata como gerente de Atenção Integral à Pandemia de COVID-19, poucas horas após anunciar a quarentena total.[6]
- 22 de março: Uma rebelião eclode nas prisões de Ibagué, Jamundi e Combita, em duas prisões de Medellín e em outras duas da capital Bogotá, deixando 23 presos e 83 feridos. Os presos protestam contra as condições sanitárias devido ao surto global do novo coronavírus.[7][8]

### Abril de 2020
- 15 de abril: A ministra da Justiça da Colômbia, Margarita Cabello, ordena a libertação temporária de mais de 4.000 prisioneiros, em um esforço para reduzir a superlotação e prevenir a propagação do novo coronavírus.[9][10]
- 25 de abril: O número de casos confirmados do novo coronavírus na Colômbia ultrapassa 5.000, registrado pelo Ministério da Saúde do país.[11]
- 29 de abril: Uma grande multidão de imigrantes venezuelanos bloqueiam o trânsito em uma rodovia de Bogotá e exigem permissão para deixar a Colômbia e retornar à Venezuela.[12]

### Maio de 2020
- 9 de maio: O número de casos confirmados do novo coronavírus na Colômbia ultrapassa 10.000, registrado pelo Ministério da Saúde do país.[13][14]

### Junho de 2020
- 14 de junho: O número de casos confirmados do novo coronavírus na Colômbia ultrapassa 50.000, registrado pelo Ministério da Saúde do país.[15]

### Julho de 2020
- 1 de julho: O número de casos confirmados do novo coronavírus na Colômbia ultrapassa 100.000, registrado pelo Ministério da Saúde do país.[16]
- 20 de julho: O número de casos confirmados do novo coronavírus na Colômbia ultrapassa 200.000, registrado pelo Ministério da Saúde do país.[17]
- 31 de julho: O número de mortes causadas pelo novo coronavírus na Colômbia ultrapassa 10.000, registrado pelo Ministério da Saúde do país.[18]

### Agosto de 2020
- 1 de agosto: O número de casos confirmados do novo coronavírus na Colômbia ultrapassa 300.000, registrado pelo Ministério da Saúde do país.[19]
- 9 de agosto: A Colômbia supera o Chile e torna-se o oitavo país do mundo com mais casos do novo coronavírus após a disseminação rápida da doença.[20]
- 11 de agosto: O número de casos confirmados do novo coronavírus na Colômbia ultrapassa 400.000, registrado pelo Ministério da Saúde do país.[21][22]
- 19 de agosto: O número de casos confirmados do novo coronavírus na Colômbia ultrapassa 500.000, registrado pelo Ministério da Saúde do país.[23]
- 30 de agosto: O número de casos confirmados do novo coronavírus na Colômbia ultrapassa 600.000, registrado pelo Ministério da Saúde do país.[24]

### Setembro de 2020
- 1 de setembro: O número de mortes causadas pelo novo coronavírus na Colômbia ultrapassa 20.000, registrado pelo Ministério da Saúde do país.[25]
- 11 de setembro: O número de casos confirmados do novo coronavírus na Colômbia ultrapassa 700.000, registrado pelo Ministério da Saúde do país.[26]
- 20 de setembro: A Colômbia torna-se o quinto país do mundo com mais casos do novo coronavírus.[27]
- 26 de setembro: O número de casos confirmados do novo coronavírus na Colômbia ultrapassa 800.000, registrado pelo Ministério da Saúde do país.[28]

### Outubro de 2020
- 10 de outubro: O número de casos confirmados do novo coronavírus na Colômbia ultrapassa 900.000, registrado pelo Ministério da Saúde do país.[29]
- 24 de outubro: A Colômbia torna-se o oitavo país do mundo a ultrapassar a marca de um milhão de casos do novo coronavírus e o terceiro da América Latina.[30][31]
- 24 de outubro: O número de mortes causadas pelo novo coronavírus na Colômbia ultrapassa 30.000, registrado pelo Ministério da Saúde do país.[32][33]

### Dezembro de 2020
- 18 de dezembro: O número de mortes causadas pelo novo coronavírus na Colômbia ultrapassa 40.000, registrado pelo Ministério da Saúde do país.[34]
- 22 de dezembro: As autoridades locais na Colômbia anunciam as novas restrições após o aumento de casos do novo coronavírus no país.[35]

### Janeiro de 2021
- 21 de janeiro: O número de mortes causadas pelo novo coronavírus na Colômbia ultrapassa 50.000, registrado pelo Ministério da Saúde do país.[36]
- 23 de janeiro: O número de casos confirmados do novo coronavírus na Colômbia ultrapassa 2 milhões, registrado pelo Ministério da Saúde do país.[37][38]
- 26 de janeiro: O ministro da Defesa da Colômbia, Carlos Holmes Trujillo, morre de pneunomia causada pela COVID-19. Ele torna-se o primeiro funcionário graduado a morrer da doença na América Latina.[39]
- 28 de janeiro: O presidente da Colômbia, Iván Duque, anuncia a suspensão dos voos de ida e volta para a cidade de Leticia devido a uma cepa brasileira do coronavírus.[40]
- 30 de janeiro: O Ministério da Saúde da Colômbia confirma a chegada da variante Gama do coronavírus ao país.[41]

### Fevereiro de 2021
- 4 de fevereiro: A Colômbia aprova o uso emergencial da vacina CoronaVac, desenvolvida pela empresa farmacêutica chinesa Sinovac.[42]
- 15 de fevereiro: A Colômbia recebe o primeiro lote de 50.000 vacinas contra COVID-19, desenvolvidas pela Pfizer. O lote chega ao aeroporto internacional da capital de Bogotá ao meio-dia.[43]
- 17 de fevereiro: Veronica Machado, uma das enfermeiras que cuidam dos pacientes da COVID-19 na unidade de terapia intensiva do hospital universitário de Sincelejo desde o início da pandemia, torna-se a primeira pessoa a receber a vacina contra o novo coronavírus da Pfizer na Colômbia.[44]

### Março de 2021
- 1 de março: A Colômbia torna-se o primeiro país das Américas a receber uma remessa de vacinas contra COVID-19 pelo Covax, apoiado pela ONU, recebendo 117.000 doses da vacina da Pfizer-BioNTech.[45][46]
- 12 de março: A Colômbia confirma a primeira morte no país causada pela variante Gama do coronavírus.[47]
- 24 de março: A Colômbia impõe um toque de recolher nas principais cidades devido ao aumento dos casos do novo coronavírus.[48]

### Abril de 2021
- 22 de abril: O número de mortes causadas pelo novo coronavírus na Colômbia ultrapassa 70.000, registrado pelo Ministério da Saúde do país.[49][50]

### Maio de 2021
- 9 de maio: O número de casos confirmados do novo coronavírus na Colômbia ultrapassa 3 milhões, registrado pelo Ministério da Saúde do país.[51][52]
- 14 de maio: O número de mortes causadas pelo novo coronavírus na Colômbia ultrapassa 80.000, registrado pelo Ministério da Saúde do país.[53][54]
- 20 de maio: A Confederação Sul-Americana de Futebol (CONMEBOL) declara que a Colômbia não vai ser sede da Copa América do mesmo ano devido aos protestos populares contra o governo do país e ao aumento de casos do novo coronavírus.[55][56][57]

### Junho de 2021
- 13 de junho: O presidente da Colômbia, Iván Duque, recebe a primeira dose da vacina contra COVID-19.[58]
- 23 de junho: O número de casos confirmados do novo coronavírus na Colômbia ultrapassa 4 milhões, registrado pelo Ministério da Saúde do país.[59][60]